# Saint-Perreux
Saint-Perreux (bret. Sant-Pereg) – miejscowość i gmina we Francji, w regionie Bretania, w departamencie Morbihan.
Według danych na rok 1990 gminę zamieszkiwało 926 osób, a gęstość zaludnienia wynosiła 149 osób/km² (wśród 1269 gmin Bretanii Saint-Perreux plasuje się na 604. miejscu pod względem liczby ludności, natomiast pod względem powierzchni na miejscu 979.).